# Mohammad Hosein Fahmidé

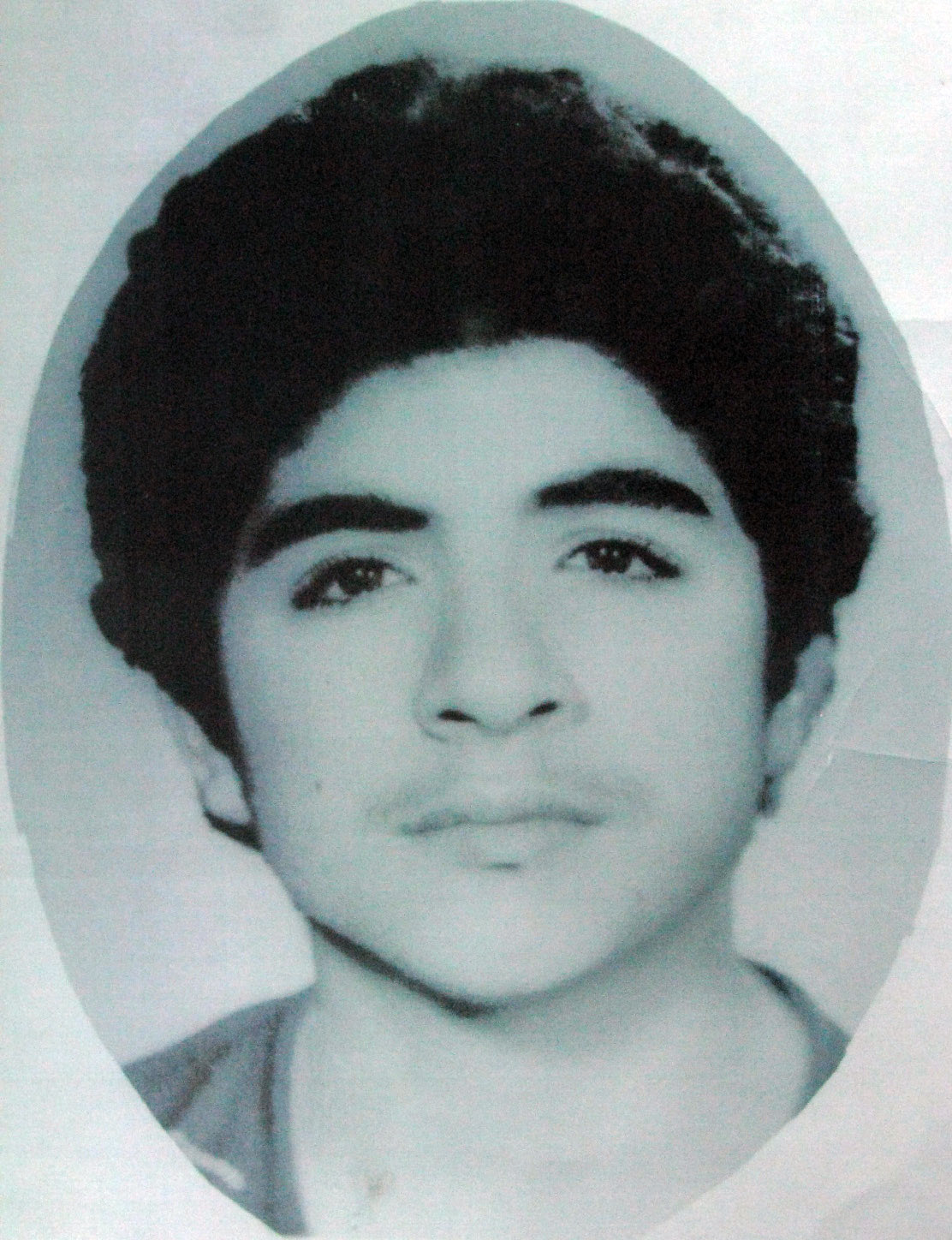
Foto de Fahmideh en el Museo de Mártires Iraníes en Teherán

Mohammad Hossein Fahmideh, (en persa: محمدحسین فهمیده, n. el 6 de mayo de 1967 en Qom, Irán – m. el 30 de octubre de 1980 en Jorramchar, Irán) es un héroe de guerra de Irán y un icono de la Guerra Irán-Irak. Según la historia oficial de su vida por el gobierno iraní, él tenía 13 años de edad cuando dejó su ciudad natal de Qom cuando, al inicio de la guerra con Irak en 1980, hizo su decisión de abandonar su hogar sin el permiso de sus padres para ir al sur de Irán y ayudar en la defensa de su país en la Primera Batalla de Jorramchar. En esta ciudad sitiada estuvo lado a lado con otros soldados. En este punto las fuerzas iraquíes empujaron a las tropas iraníes que volvieron a cruzar el estuario. Muchos de los soldados iraníes estaban muertos o heridos por los fuertes ataques iraquíes; Mohammad Hossein Fahmideh tomó una granada de un cadáver cercano, jaló la llave y saltó bajo un tanque iraquí, matándose así mismo y desarmando el tanque. Esto hizo que los iraquíes pensaran que los iraníes minaron el área por lo que se detuvo el avance de la división de tanques iraquí.   
El Ayatolá Jomeini declaró a Fahmideh un héroe nacional iraní y un monumento a Fahmideh fue erigido en las afueras de la capital Teherán, el cual es un lugar de peregrinación de jóvenes iraníes; inspirándose en su martirio se implantó el reclutamiento forzoso de chicos menores de edad para que en los ataques de olas humanas detonaran las minas antipersonales y le dejaran el camino libre a los tanques. En los años siguientes a la muerte de Hossein varios murales fueron pintados en todo Irán, bolsos de libros que mostraban a Hossein eran vendidos a los niños y una estampilla de correo fue emitida en su memoria en 1986.